# Cyber Anakin
 (septembre 2023).
Le contenu est difficilement compréhensible vu les erreurs de traduction, qui sont peut-être dues à l'utilisation d'un logiciel de traduction automatique.
Compléments
Aussi connu sous le nom de "cyberanakinvader" et "cybanakinvader". On ne connaît pas sa véritable identité
Cyber Anakin (également connu sous le nom de cyberanakinvader) est le pseudonyme d'un hacktiviste informatique qui s'est nommé d'après Anakin Skywalker, un personnage de Star Wars,.

## Histoire

### Histoire ancienne
Le 17 juillet 2014, le vol Malaysia Airlines 17 a été abattu dans l'espace aérien de l'Ukraine au milieu de la guerre du Donbass. À l'époque, Cyber Anakin était un étudiant « faisant ses devoirs de mathématiques » lorsqu'il a entendu parler du crash pour la première fois sur Interfax ; dans une interview, il a déclaré qu'avant l'incident, il avait simplement voulu ressembler au chanteur Canadien Justin Bieber pour ne pas avoir à faire ses devoirs à l'école, bien que selon ses propres déclarations, ce qu'il était devenu en réalité est « une histoire beaucoup moins inoffensive. » Dans un premier temps, après le crash, il a espéré que l'avion se poserait au moins en toute sécurité, comme ce fut le cas pour le vol 902 de Korean Air Lines et était même prêt à pardonner aux responsables de la chute de l'avion, si celle-ci s'avérait être le résultat d'une erreur humaine. Cependant, les représentants russes ont commencé à détourner la responsabilité du crash, ce qui a poussé Cyber Anakin à se venger de la Russie. Pendant deux ans encore après la chute du MH17, Cyber Anakin ne pouvait rien faire car il « manquait de connaissances. » De plus, un point de rupture émotionnel s'est produit en 2015, lors du vote du projet de résolution Nations unies S/2015/562 qui demandait la création d'un tribunal international pour enquêter sur le crash qui a été veto par le Représentant permanent de la Russie auprès des Nations unies de l'époque Vitaly Churkin,,,.
En 2016, afin de se venger de la Russie et après avoir appris des méthodes de hacking, Cyber Anakin a commencé à cibler des sites Web et des bases de données russes, notamment l'Institut de physique et de technologie de Moscou, le site d'actualités et le fournisseur de messagerie km.ru et la société de jeux Nival Networks. Les informations obtenues lors de ces violations comprenaient des dates de naissance, des mots de passe cryptés et des lieux géographiques. Dans le cas de km.ru, des questions et réponses secrètes ont été obtenues. Il y a eu 1,5 million de victimes,,.
Les violations de données de km.ru et de Nival ont été confirmées par le chercheur en sécurité informatique Troy Hunt. Dans une interview ultérieure accordée au média en ligne VICE Motherboard, Cyber Anakin a déclaré qu'il avait effectué les piratages en représailles aux Russes qui ont provoqué le crash du MH17,.
Les données volées ont finalement été cataloguées par un groupe se faisant appeler "Distributed Denial of Secrets" parmi d'autres documents/données russes ayant fait l'objet de fuites, dans la collection "Dark side of the Kremlin". En outre, il a réalisé des attaques par déni de service contre plusieurs sites web russes, tels que ceux appartenant à Information Satellite Systems Reshetnev, le métro de Moscou et la Douma régionale de Kaliningrad en soutien à la campagne présidentielle de Ksenia Sobtchak lors de l'élection présidentielle russe de 2018.
Finalement, le site d'information indépendant Meduza de Lettonie a utilisé le contenu de la violation des données de KM.RU pour identifier une personne qui a harcelé des joueuses d'échecs de divers pays comme la Russie, le Kazakhstan et l'Inde en leur envoyant des courriers contenant des préservatifs usagés, comme IM. Andrejs Strebkovs.

### Activités contre la Corée du Nord
En 2018, en réaction à l'assassinat de Kim Jong-nam, Cyber Anakin a profité d'une erreur dans un site web de propagande de la Corée du Nord, ournation-school.com, qui renvoyait par erreur à un compte Twitter inexistant @juche_school1 au lieu de son véritable profil officiel @juche_school (sans le chiffre 1). En guise de « poisson d'avril », il a enregistré un faux compte sous ce nom d'utilisateur vide et a publié de nombreux messages de propagande contre la RPDC, notamment des images peu flatteuses et des insultes obscènes à l'encontre de Kim Jong-un. En outre, Cyber Anakin a affirmé avoir piraté le site Web de la branche américaine de la Korean Friendship Association, un groupe pro-régime qui publie des articles pro-Pyongyang et promeut les vacances en Corée du Nord,,,. Selon l'annuaire des sites web de North Korea Tech, le site ournation-school.com est géré par l'Université ouverte Kim Il Sung, qui enseigne la philosophie Juche en coréen.

### Opposition à la directive de l'Union européenne sur le droit d'auteur dans le marché unique numérique
Il a également participé à la diffusion de messages via des set top boxes de télévision en opposition à l'article 13 de la Directive sur le droit d'auteur dans le marché unique numérique de l'Union européenne. Dans une interview accordée à ZDNet, il s'est dit préoccupé par le fait que le filtre proposé « laissera passer les choses qui ne devraient pas passer et bloquera celles qui devraient être autorisées. » Il a également prévenu que l'Internet « deviendra un endroit ennuyeux et sombre » si le membre du Parlement européen Axel Voss "fait ce qu'il veut".

### Activités subséquentes
À la suite de l'écrasement du vol Ukraine International Airlines 752, Cyber Anakin a défiguré le site Web de l'Organisation de l'eau et de l'énergie du Khouzistan, en Iran, et a placé les noms des victimes du vol 752 sur sa page Web. Sa nationalité a été suggérée mais non confirmée comme étant iranienne.
Depuis 2019, Cyber Anakin a été impliqué dans un effort nommé #FreeHKSaveKorea en employant des méthodes telles que le piratage d'imprimantes afin de diffuser une proposition impliquant l'utilisation d'un plan de paix proposé pour la première fois dans le livre Stop North Korea! A Radical New Approach to Solving the North Korea Standoff écrit par l'ancien professeur de l'université Inha Shepherd Iverson dans le but d'inciter le gouvernement chinois permettant à Hong Kong d'accéder à une partie ou à la totalité des cinq demandes des manifestations de 2019-2020 à Hong Kong,. Dans ce livre, il suggère de "racheter la Corée du Nord" au moyen d'un fonds de 175 milliards de dollars pour parvenir à la ré-unification de la péninsule coréenne. Peu de temps après, il a été diffusé par le collectif de pirates informatiques Anonymous lors de leur United Nations hack,,.
Pendant la pandémie de Covid-19, Cyber Anakin a participé au projet OpenVaccine de la plateforme jeu avec un but EteRNA qui vise à aider à la création du vaccin contre la Covid-19 où il a soumis une solution,.
En 2022, selon Taiwan News, il avait contracté le COVID-19 et dans le cadre de l'opération "Colère d'Anakin : No Time to Die", a piraté des systèmes informatiques de la Chinoise, dont des sites Web gouvernementaux, des systèmes de gestion agricole, des interfaces de sécurité des mines de charbon, des interfaces de centrales nucléaires et des interfaces de satellites, en guise de représailles. Cyber Anakin a également laissé un « souvenir » sous la forme d'une page de défiguration sur les systèmes qui comprenait des drapeaux de divers mouvements séparatistes en Chine spécifiquement celui du Tibet, Taïwan, Turkestan oriental, Mongolie du Sud, et le drapeau du Bauhinia noir utilisé lors des manifestations de 2019-2020 à Hong Kong. En plus de cela, le « souvenir » contient un mémorial pour Li Wenliang et une liste de personnes notables décédées du COVID-19 également,,,.

### Invasion de l'Ukraine par la Russie en 2022
Après l'invasion de l'Ukraine par la Russie en 2022, agissant au nom du collectif de pirates informatiques décentralisé Anonymous, il a défiguré cinq sites web russes, notamment celui du groupe de heavy metal russe Aria, un site de hockey russe, un site d'amateurs de montres Panerai, un site d'une équipe de basket-ball et un site d'une organisation éducative, à l'occasion de la Journée de la cosmonautique qui commémore la mission Vostok 1 du cosmonaute Youri Gagarine dans l'espace. Les documents publiés sur les sites piratés comprenaient des messages pop up tels que "Gloire à l'Ukraine ! Glory to the defenders" et "I find the orcs lack of morality disturbing", des vidéos mettant en scène Dark Vador et la chanson de Star Wars, The Imperial March, le jeu en ligne Roblox, la chanson disco Kung Fu Fighting, le clip de musique mandopop Fragile, une interprétation de l'hymne national ukrainien par le violoncelliste Yo-Yo Ma, et des mèmes montrant des personnages portant un masque de Guy Fawkes et l'acronyme "A. S.S.", qui signifie "Anonymous Strategic Support". En outre, l'hacktiviste inclut une liste de "solutions de règlement de l'après-guerre" proposées par les Anonymous ; les exemples incluent une compensation financière pour les victimes du vol 17 de Malaysia Airlines, la création d'une Organisation des Nations unies. Administration intérimaire dans les territoires occupés de l'Ukraine, un référendum sur le statut de ces territoires, la création d'une ceinture de sécurité neutre dans la région, des réparations monétaires d'au moins 70 milliards de dollars à l'Ukraine pour la reconstruction, l'application de la Déclaration conjointe soviéto-japonaise de 1956 pour résoudre vraisemblablement le différend sur les îles Kouriles, la cession de certaines bases antarctiques russes à des pays comme l'Iran, l'accord sur un élargissement potentiel du Conseil de sécurité des Nations unies au Brésil, à l'Afrique du Sud et à l'Inde, avec l'augmentation du nombre minimum d'un veto réussi à deux ou plus, ainsi que des propositions inhabituelles telles que la mise en commun des fonds de la Russie pour développer de nouveaux traitements contre le COVID-19 tels que le DRACO (thérapeutique) et le médicament expérimental BC 007 pour le traitement du Covid long, et pour construire une arche de la connaissance dans space, idéalement située au moins dans la région centrale de la ceinture d'astéroïdes dans le système solaire,.

## Réception
En septembre 2022, un conflit d'édition s'est produit sur un article de la Wikipedia anglaise concernant le pirate. En réponse, le groupe de pirates informatiques Anonymous a mené des attaques de défiguration contre le site Web du ministère chinois de la Gestion des urgences ainsi que contre les systèmes de la société privée de satellites "Minospace", en raison des soupçons selon lesquels les instigateurs du conflit de montage sont des agents chinois,,. L'incident de piratage a suscité une grande attention à Taiwan.